# Комсомольск (Алтайский край)
Комсомольск — упразднённый посёлок в Заринском районе Алтайского края. На момент упразднения входил в состав Аламбайского сельсовета. Исключен из учётных данных в 1982 году.

## География
Располагался в отрогах Салаирского кряжа, на реке Тогул в месте впадения в нее реки Кривая, приблизительно в 18 км (по-прямой) к юго-востоку от станции Аламбай.

## История
Решением Алтайского краевого исполнительного комитета от 30.12.1982 года № 471 посёлок исключен из учётных данных.